# Vildan Atasever

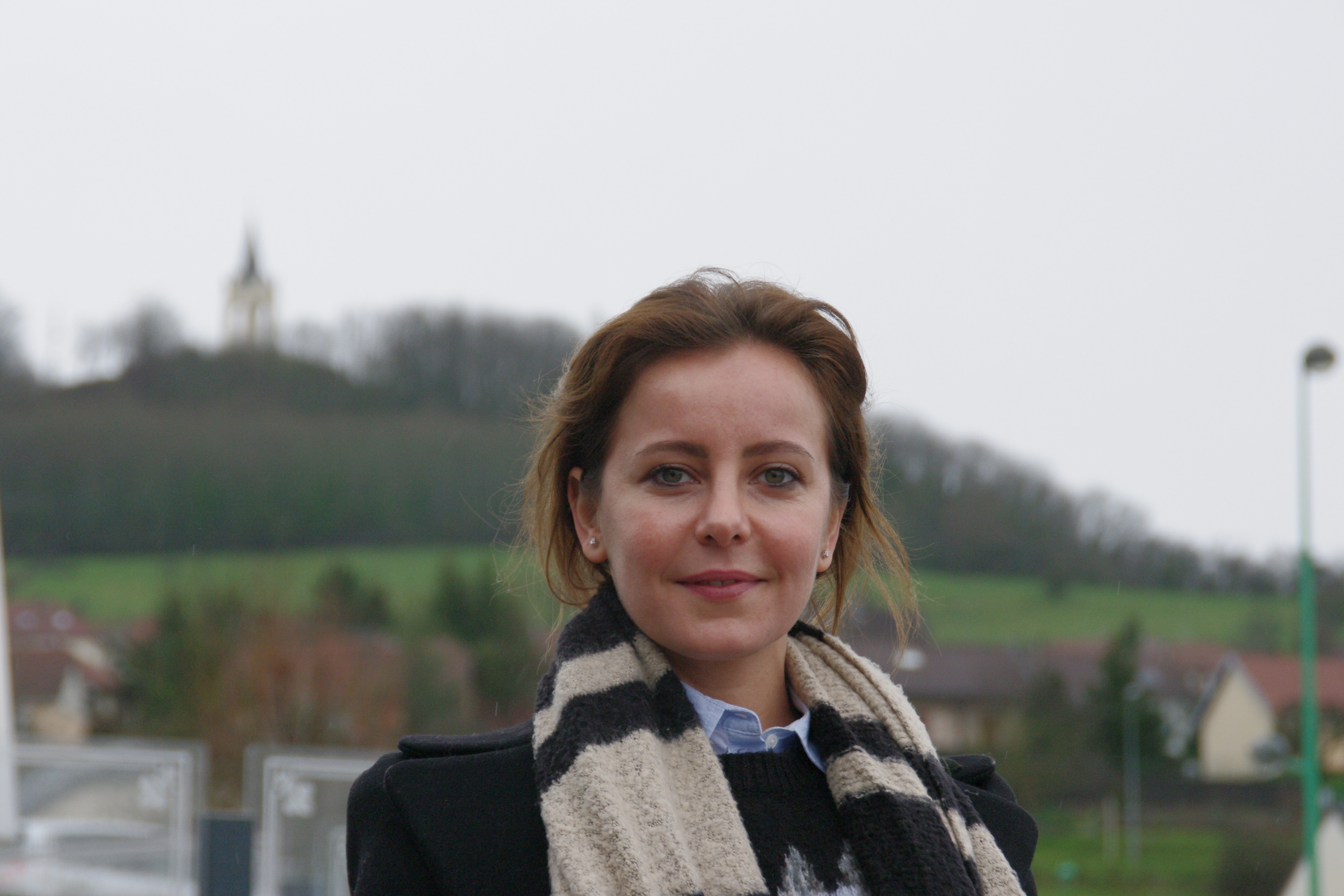
Vildan Atasever beim Festival International des Cinémas d’Asie 2016

Vildan Atasever (* 26. Juli 1981 in Bursa) ist eine türkische Schauspielerin.

## Leben und Karriere
Ihre erste tragende Rolle erhielt sie 2004 in der Komödie Kadın İsterse, wo sie die Tochter von Hülya Avşar spielte. Für ihre Rolle in Iki Genc Kiz gewann sie 2005 beim Antalya Golden Orange Film Festival die Goldene Orange als Beste Schauspielerin. Ein Jahr später wurde sie beim gleichen Festival für die Darstellung der Uğur im Film Kader (Schicksal, Regie: Zeki Demirkubuz) wieder für den Preis der besten Schauspielerin nominiert. Seit 2009 spielt sie die Rolle der Zülal in der neuesten Verfilmung von Samanyolu, einem Roman von Kerime Nadir.
Im September 2021 heiratete sie den türkischen Sänger Mehmet Erdem.

## Filmografie
- 2003: Tal der Wölfe (Kurtlar Vadisi, Fernsehserie)
- 2004: Azize (Miniserie)
- 2004: Kadın İsterse (Fernsehserie)
- 2005: Plajda Kız Tavlama Kılavuzu
- 2005: İki Genç Kız
- 2006: Kader
- 2007/2008: Bicak Sirti (Fernsehserie)
- 2008: Die osmanische Republik (Osmanlı Cumhuriyeti)
- 2008/2009: Gece sesleri (Fernsehserie)
- 2009: Samanyolu (Fernsehserie)
- 2012: Osmanli Tokadi
- 2015: Yazın Öyküsü (Fernsehserie)
- 2016: Muhteşem Yüzyıl Kösem (Fernsehserie)
- 2017: Klavye Delikanlıları
- 2021–2022 Kasaba Doktoru (Fernsehserie)